# Utamphorophora humboldti
Utamphorophora humboldti är en insektsart. Utamphorophora humboldti ingår i släktet Utamphorophora och familjen långrörsbladlöss. Inga underarter finns listade i Catalogue of Life.